# Bhatpara
Bhatpara (beng. ভাটপাড়া) – miasto w północno-wschodnich Indiach, w stanie Bengal Zachodni, nad rzeką Hugli, w aglomeracji Kalkuty. Miasto w 2011 roku zamieszkiwało 390 467 osób.
W mieście rozwinął się przemysł bawełniany, jutowy oraz rzemieślniczy.